# 2 хилядолетие
| 30 | 29 | 28 | 27 | 26 | 25 | 24 | 23 | 22 | 21 | 20 | 19 | 18 | 17 | 16 | 15 | 14 | 13 | 12 | 11 | 10 | 9 | 8 | 7 | 6 | 5 | 4 | 3 | 2 | 1 | пр.н.е. << >> сл.н.е. | 1 (1 – 1000) | 2 (1001 – 2000) | 3 (2001 – 3000) |

Второто хилядолетие обхваща периода от 1 януари 1001 година до 31 декември 2000 година.

## Събития

### 11 век
- 1018 г. – Византийската империя окончателно завладява Първата българска държава след смъртта на цар Иван Владислав.
- 27 ноември 1095 г. – Папа Урбан II призовава за Първи кръстоносен поход по време на църковен събор в Клермон, Франция, с което поставя началото на кръстоносните походи.

### 12 век
- 1185 г. – Втората българска държава е създадена след въстанието на Асен и Петър.

### 13 век
- 1299 г. – Създадена е Османската империя след разпадането на Иконийския султанат.

### 14 век
- 1346 – 1353 г. – Черната смърт убива между 75 и 200 милиона души в Европа.
- 1396 г. – Втората българска държава е завладяна от Османската империя.

### 15 век
- 1453 г. – Византийската империя пада, след като Константинопол е превзет от османските турци.
- 12 октомври 1492 г. – Христофор Колумб открива Америка, мислейки че е Индия.

### 18 век
- 4 юли 1776 г. – Приета е Декларацията за независимост на САЩ, обяваваща, че Тринадесетте колонии на Британската империя вече не са част от нея, а са „свободни и независими щати“.

### 19 век
- 3 март 1878 г. – Образувано е Княжество България след подписването на Санстефанския мирен договор в селището Сан Стефано, днес квартал на Истанбул.
- 6 септември 1885 г. – Автономната област Източна Румелия се отделя от Османската империя и се обединява с Княжество България.

### 20 век
- 22 септември 1908 г. – Провъзгласена е независимостта на България.
- 30 декември 1922 г. – Създаден е СССР след подписване на договор.
- 1 септември 1939 г. – Нацистка Германия нахлува в Полша, поставяйки началото на Втората световна война.
- 6 и 9 август 1945 г. – Военновъздушните сили на САЩ бомбардират градовете Хирошима и Нагасаки в Японската империя по време на Втората световна война.
- 2 септември 1945 г. – Япония подписва безусловна капитулация, с което официално завършва Втората световна война.
- 25 юни 1950 – 27 юли 1953 г. – Провежда се Корейската война, в която участват Южна Корея, САЩ и много страни от ООН от една страна и Северна Корея, Китай и СССР – от друга. Умират между 3 и 5 милиона души.[1]
- 20 юли 1969 г. – Американският космически кораб „Аполо 11“ успешно каца на Луната. Нийл Армстронг става първият човек в историята на човечеството, стъпил на лунната повърхност.

## Открития, изобретения

### 11 век
- ок. 1100 г. – Огнестрелно оръжие

### 12 век
- ок. 1200 г. – Ракета

### 14 век
- 1338 г. – Пясъчен часовник[a]

### 15 век
- 1440 г. – Печатна преса

### 17 век
- 1620 г. – Подводница
- 1643 г. – Барометър
- 1679 г. – Парна машина

### 18 век
- 1730 г. – Морски хронометър
- 1800 г. – Батерия

### 19 век
- 1804 г. – Парен локомотив
- 1817 г. – Велосипед
- 1860 г. – Телефон
- 1886 г. – Автомобил

### 20 век
- 17 декември 1903 г. – Самолет[b]
- 1927 г. – Телевизия
- 1928 г. – Пеницилин[2]
- 1941 г. – Компютър
- 1942 г. – Ядрен реактор
- 16 юли 1945 г. – Ядрено оръжие[3][c]
- 4 октомври 1957 г. – Изкуствен спътник[d]
- 29 октомври 1969 г. – Интернет[4]